# Burckhardshof
Burckhardshof ist ein Wohnplatz im Ortsteil Groß Ellingen der Gemeinde Hohenberg-Krusemark im Landkreis Stendal, Sachsen-Anhalt.

## Geografie

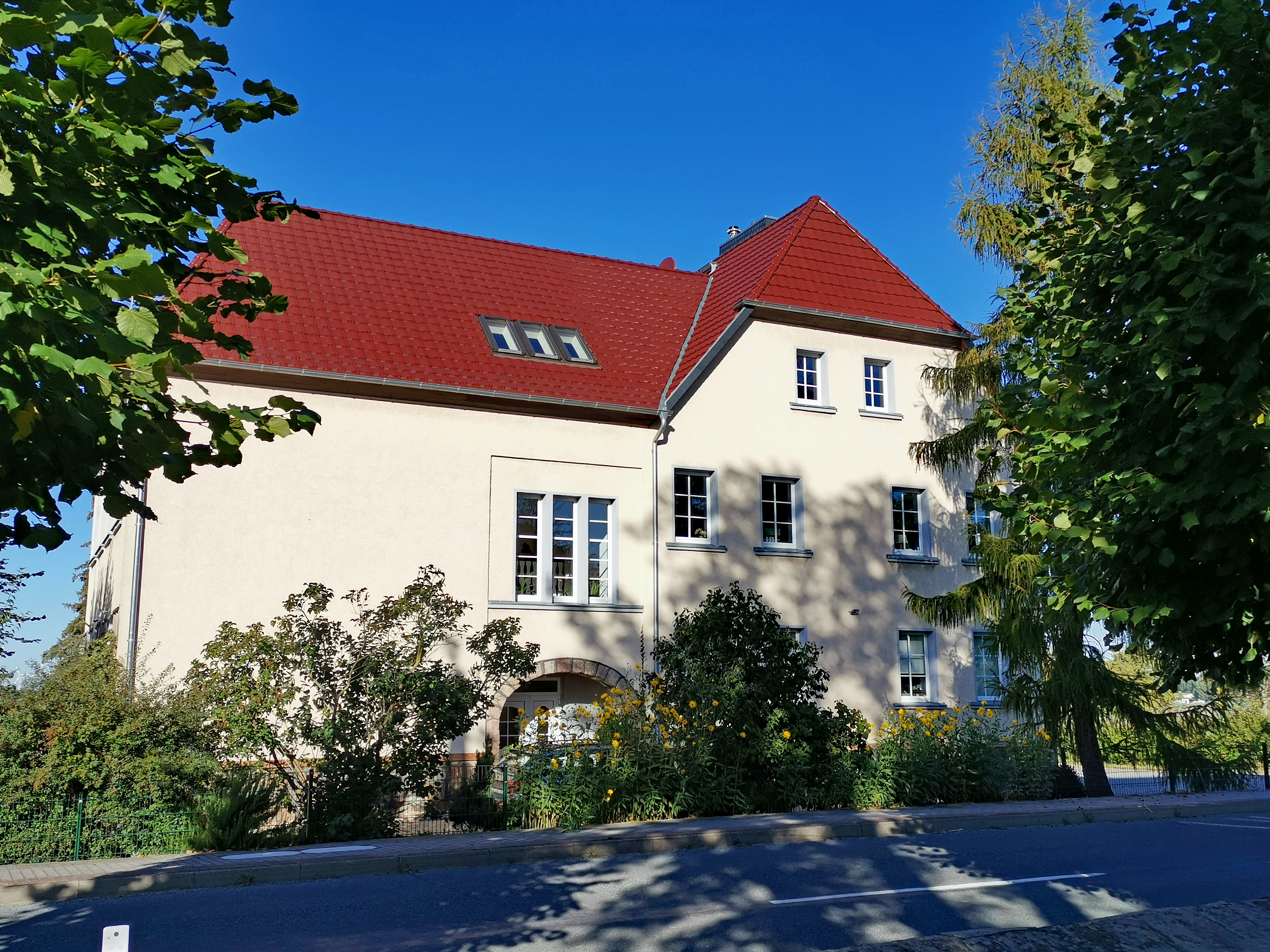
Grundschule Hohenberg-Krusemark

Der Burckhardshof liegt gegenüber der Dorfkirche Krusemark an der Ellinger Straße 51 neben der Grundschule Hohenberg-Krusemark, zwischen den Dörfern Krusemark im Norden und Groß Ellingen im Süden.

## Geschichte
Im Jahre 1895 erscheint der Hof als Burckhardtshof erstmals im Gemeindelexikon. Auf historischen Karten ist die Siedlung nicht beschriftet. In den Jahren 1895 und 1905 lebten 7 Einwohner auf dem Hof.